# Hak przeciwwiatrowy
Hak przeciwwiatrowy – element okuciowy okna, mający na celu zabezpieczenie skrzydła okiennego przed nagłym i silnym zatrzaśnięciem z powodu podmuchu wiatru, poprzez jego usztywnienie w pozycji mniej więcej prostopadłej do elewacji. Hak może być zabezpieczony tulejką lub trzpieniem.